# Labrujó, Rendufe e Vilar do Monte
Labrujó, Rendufe e Vilar do Monte é uma freguesia portuguesa do município de Ponte de Lima, com 11,26 km² de área e 315 habitantes (censo de 2021). A sua densidade populacional é 28 hab./km².

## História
Foi criada aquando da reorganização administrativa de 2012/2013, resultando da agregação das antigas freguesias de Labrujó, Rendufe e Vilar do Monte:

## Demografia
A população registada nos censos foi:
| Distribuição da População por Grupos Etários | Distribuição da População por Grupos Etários | Distribuição da População por Grupos Etários | Distribuição da População por Grupos Etários | Distribuição da População por Grupos Etários | Distribuição da População por Grupos Etários |
| -------------------------------------------- | -------------------------------------------- | -------------------------------------------- | -------------------------------------------- | -------------------------------------------- | -------------------------------------------- |
| Antes da agregação                           |                                              |                                              |                                              |                                              |                                              |
| Ano                                          | 0-14 anos                                    | 15-24 anos                                   | 25-64 anos                                   | >= 65 anos                                   | Total                                        |
| 2001                                         | 72                                           | 69                                           | 202                                          | 127                                          | 470                                          |
| 2011                                         | 41                                           | 48                                           | 204                                          | 124                                          | 417                                          |
| Após a agregação                             |                                              |                                              |                                              |                                              |                                              |
| Ano                                          | 0-14 anos                                    | 15-24 anos                                   | 25-64 anos                                   | >= 65 anos                                   | Total                                        |
| 2021                                         | 17                                           | 25                                           | 158                                          | 115                                          | 315                                          |